# اسپانیای فرانکو
اسپانیای فرانکو (به اسپانیایی: España franquista‎)، که به‌طور رسمی به عنوان کشور اسپانیا (به اسپانیایی: Estado Español‎) و در اسپانیا به عنوان دیکتاتوری فرانکو (به اسپانیایی: dictadura franquista‎) شناخته می‌شد، دوره‌ای از تاریخ اسپانیا میان سال‌های ۱۹۳۶ و ۱۹۷۵ است که فرانسیسکو فرانکو با عنوان کودیلیو اسپانیا را اداره می‌کرد.
ماهیت رژیم در دوران وجود خود تغییر و تکامل یافته‌است. چندین ماه پس از آغاز جنگ داخلی اسپانیا در ژوئیه ۱۹۳۶، فرانکو به عنوان رهبر نظامی شورشیان ظهور کرد و در اول اکتبر ۱۹۳۶ به عنوان رئیس دولت معرفی شد و به صورت دیکتاتوری بر اسپانیای تحت کنترل جناح ملی‌گرایان حکم راند. فرمان یکپارچگی ۱۹۳۷، که تمام احزاب حامی طرف شورشی را با هم ادغام کرد، منجر به تبدیل اسپانیای ملی‌گرا به یک رژیم تک‌حزبی شد. پایان جنگ در سال ۱۹۳۹ موجب گسترش حکومت فرانکو به کل کشور و تبعید نهادهای جمهوری‌خواه شد. دیکتاتوری فرانکو در ابتدا به شکل «دیکتاتوری فاشیست»،  یا «رژیم نیمه‌فاشیستی» توصیف شد که نشان دهنده تأثیر آشکار فاشیسم در زمینه‌هایی مانند روابط کار، سیاست اقتصادی خودبسندگی، زیبایی‌شناختی و نظام تک‌حزبی است.  با گذشت زمان، رژیم به دیکتاتوری‌های توسعه‌ای نزدیک شد، گرچه همیشه تله‌های فاشیست باقی مانده را حفظ می‌کرد.
در طول جنگ جهانی دوم، اسپانیا به نیروهای محور (پشتیبانانش در جنگ داخلی، ایتالیا و آلمان) نپیوست. با این وجود، اسپانیا در بیشتر دوران جنگ ضمن حفظ بی‌طرفی خود، به راه‌های مختلفی از آن‌ها حمایت کرد. به همین دلیل، اسپانیا پس از جنگ جهانی دوم برای تقریباً یک دهه توسط بسیاری از کشورهای دیگر منزوی شد، در حالی که اقتصاد خودبسنده این کشور، که هنوز در تلاش برای بهبودی از جنگ داخلی بود، از افسردگی مزمن رنج می‌برد. قانون جانشینی ۱۹۴۷، اسپانیا را دوباره به یک پادشاهی قانونی تبدیل کرد، اما فرانکو را به عنوان رئیس دولت مادام العمر تعریف کرده بود که قدرت انتخاب شاه برای سلطنت در اسپانیا و جانشین وی را داشت.
اصلاحات در دهه ۱۹۵۰ انجام شد و اسپانیا خودبسندگی را رها کرد و قدرت جنبش فالانژیست را که مستعد انزواطلبی بود، به گروه جدیدی از اقتصاددانان معروف به فن‌سالاران داد. این امر منجر به رشد گسترده اقتصادی این کشور معروف به "معجزه اسپانیا " شد، که تا اواسط دهه ۱۹۷۰ ادامه و در جهان پس از ژاپن رتبه دوم را داشت. در طی دهه ۱۹۵۰ حکومت نیز از یک رژیم تمامیت‌خواه آشکار و استفاده‌کننده از سرکوب شدید به یک رژیم استبدادی با تکثرگرایی محدود تغییر ماهیت یافت. در نتیجه این اصلاحات، اسپانیا در سال ۱۹۵۵ مجاز به پیوستن به سازمان ملل متحد شد. در دوران جنگ سرد فرانکو یکی از برجسته‌ترین چهره‌های ضد کمونیستی اروپا بود و قدرت‌های غربی، به ویژه ایالات متحده به رژیم وی کمک می‌کردند. فرانکو در سال ۱۹۷۵ در ۸۲ سالگی درگذشت. وی پیش از مرگ سلطنت را بازسازی کرد و جانشین خود را پادشاه خوان کارلوس اول قرار داد، که انتقال اسپانیا به دموکراسی را رهبری کند.